# شهرستان گویانگ
شهرستان گویانگ (به لاتین: Guyang County) یک منطقهٔ مسکونی در چین است که در بائوتو واقع شده‌است. شهرستان گویانگ ۱٬۳۵۳ متر بالاتر از سطح دریا واقع شده‌است.